# قصبة صفاقس
قصبة صفاقس أو محرس صفاقس أو رباط صفاقس أو قصر صفاقس، هي قلعة تقع في الرّكن الجنوبي الغربي لمدينة صفاقس العتيقة وهي اليوم متحف للعمارة التّقليدية بصفاقس.
كانت مركز الحكم في المدينة ثمّ ثكنة الجيش الأساسيّة بها. وقد سبق إنشاؤها إنشاء السور والمدينة، فقد كانت برج مراقبة شيّده الأغالبة على الساحل.

## موقعها
توجد القصبة بالركن الجنوب غربي من المدينة العتيقة بالقرب من باب القصبة. تمثل القصبة مع كل من برج النار، برج القصر وبرج السمراء زوايا الأسوار الأربعة.
و هي تحتل أعلى مكان بالمدينة، الأمر الذي خول لها ليس فقط مراقبة خارجها، وإنما داخلها كذلك.

## تاريخها

### التّأسيس
أنشئت القصبة ضمن حملة لمراقبة السّواحل وتأمينها قام بها جنود الدولة الأغلبية التي استقلت بحكم إفريقية في أوائل القرن التاسع للميلاد، وقد كانت تتوسّط سلسلة من 10 أبراج مراقبة على طول الساحل الذي يتبع ولاية صفاقس اليوم.
بين هذه الأبراج المنشأة حديثا ما بناه الأغالبة كمحرس صفاقس، وبينها ما ورثوه عن الحضارات السابقة التي حكمت المنطقة كقصر يونقة في جنوب مدينة المحرس اليوم.
وقد أنشئت القصبة مباشرة على البحر قبل أن ينحسر عنها بعد قرون من بنائها، وتكوّنت من برجين عاليين لمراقبة البحر والتّواصل مع الأبراج المحيطة بها عبر الإشارات النارية ومن مسجدين أحدهما تحت الأرض، ربّما كان مخصّصا للصلاة عندما تشكو المنطقة من بعض التّهديدات.

### مركز حكم
مع تطوير الرّباط الأغلبي إلى مدينة بقي الرّباط نفسه يحتلّ ركنها الجنوبي الغربي، أصبحت القلعة قصبة البلاد، أي مركز القيادة فيها، فكانت مركزا للعمّال أو للولاّة الّذين تداولوا على الإشراف على المدينة ضمن الدّول المتعاقبة الّتي تداولت على حكم إفريقية ككلّ أو حكم تونس بالمفهوم الحديث، وهي على التّوالي الدّولة الفاطمية والزيرية والموحدية والحفصية. وفي أواخر الدولة الحفصية استقلّ عامل الحفصيين أبو عبد الله المكني بالمدينة عن السّلطة المركزية، فكان ذلك آخر عهد القصبة بدورها كمركز حكم.

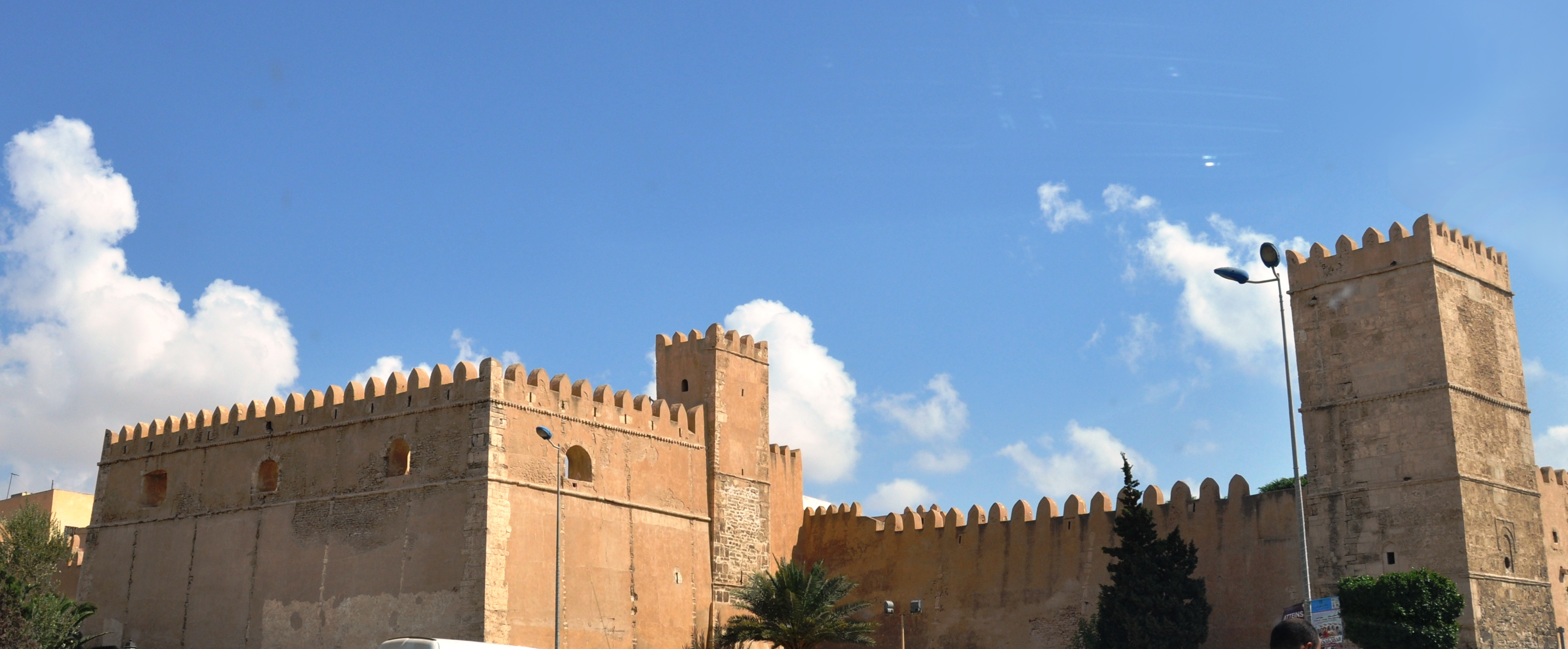
مشهد خارجي للقصبة

### ثكنة عسكرية
بقدوم العثمانيين، تغير النظام الإداري للدولة، فأصبح الوالي هو الحاكم المحلّي، ولم يكن مقرّ هذا الأخير القصبة. لكنّها في المقابل كانت مقرّ الآغا وعساكره، والآغا هو الحاكم العسكريّ المحلّي، وإليه ترجع مهمّة إخضاع البلاد، فكان مشرفا بذلك على كلّ قلاعها ومحارسها، وكان بالتالي الحاكم الفعلي للمدينة.
بقي الحال على ما هو عليه طيلة حكم العثمانيّين المباشر، ثمّ غير المباشر مع البايات المرادّين. ومع وصول البايات الحسينيين إلى الحكم، تراجع دور الآغا على حساب القايد، وهو اللقب الذي أسند إلى الولاة الحسينيين، وأخذ حال الجيش بالتدهور شيئا فشيئا.
ومع سقوط البلاد في يد الاحتلال الفرنسي سنة 1881، عوض الجندرمية الفرنسيون العسكر التركي العثماني، ثمّ عوّضهم بدورهم الحرس الوطني التونسي لفترة قصيرة بعد استقلال تونس وتحويلها إلى جمهورية.

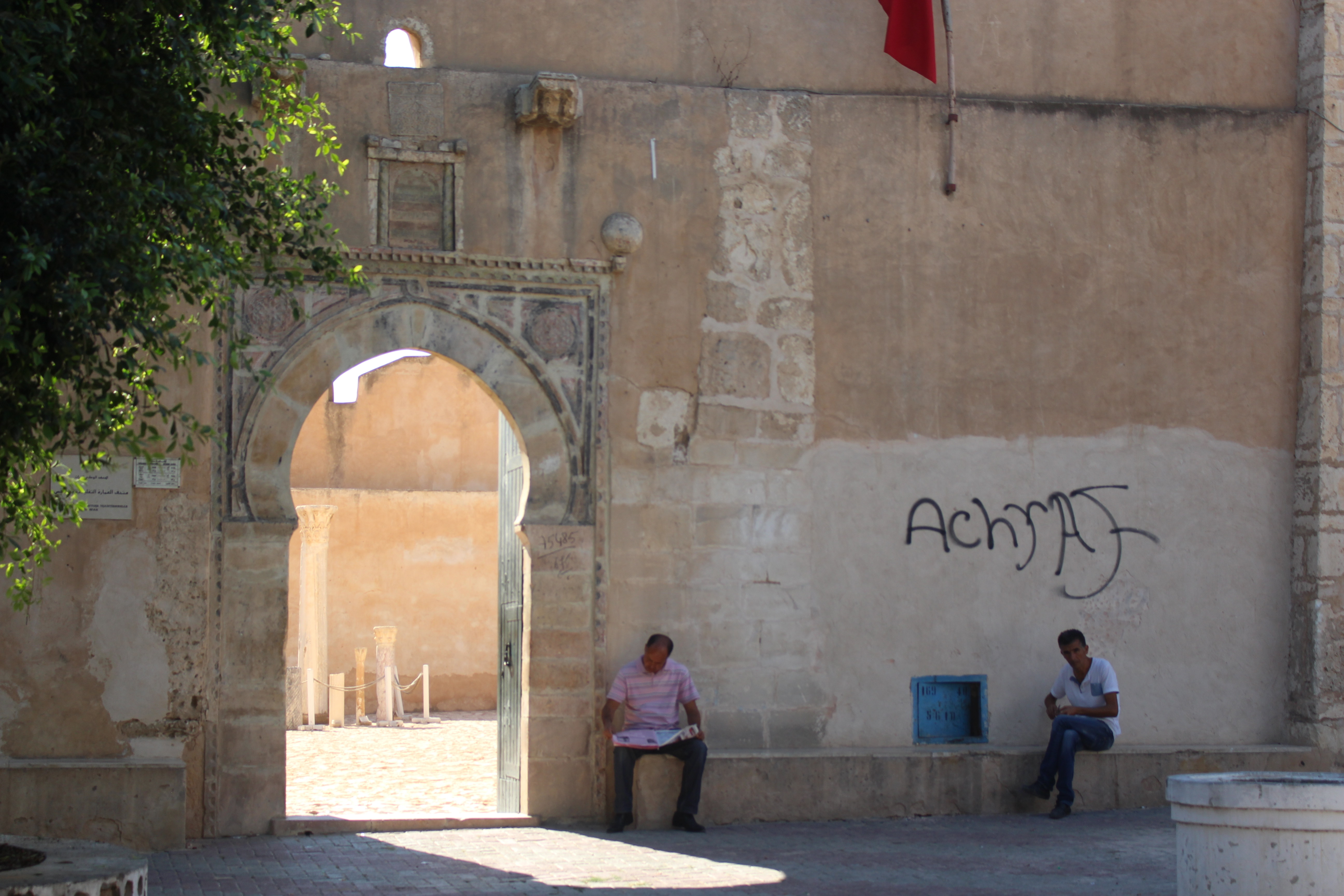
مدخل القصبة
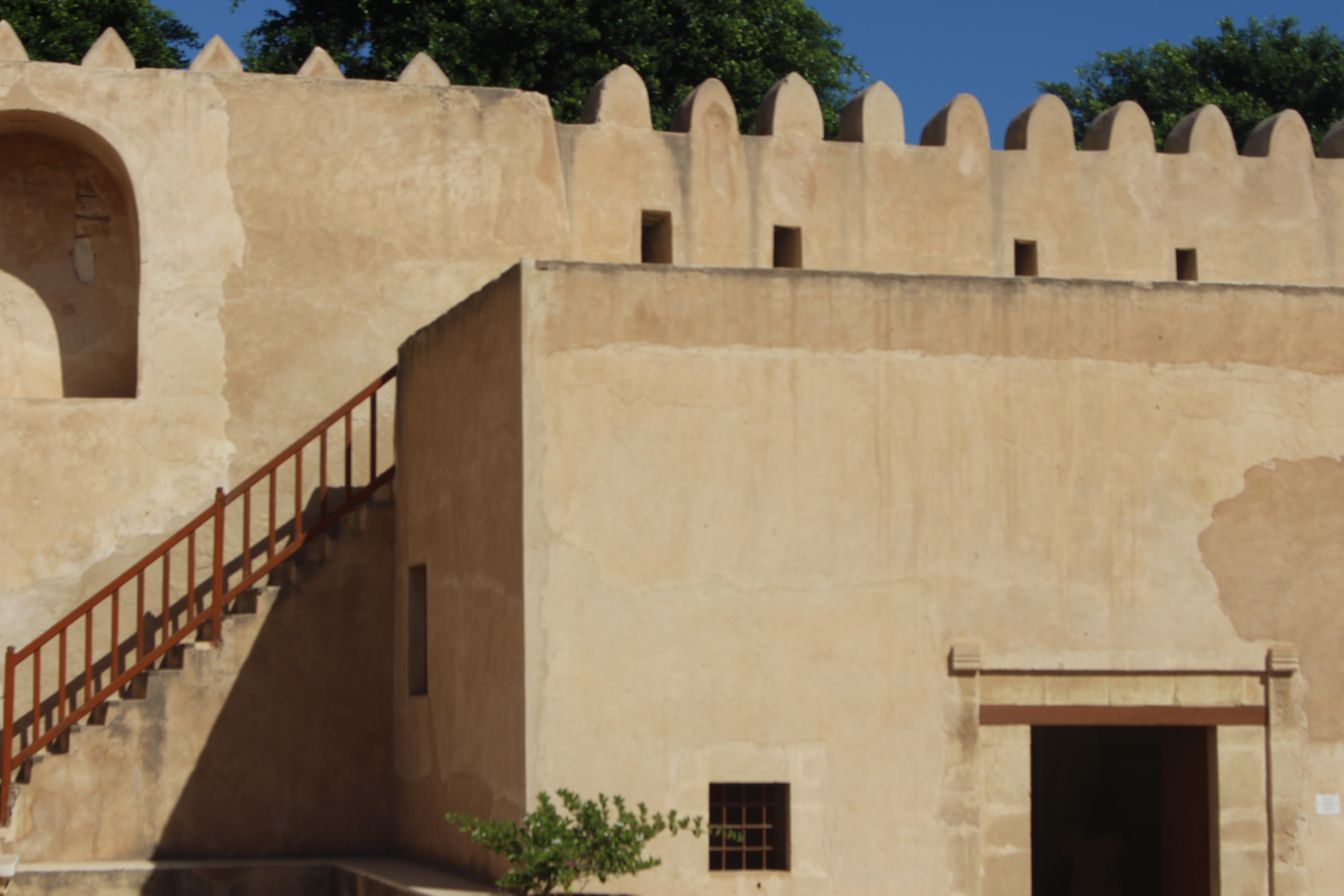
أدراج الطابق الأول
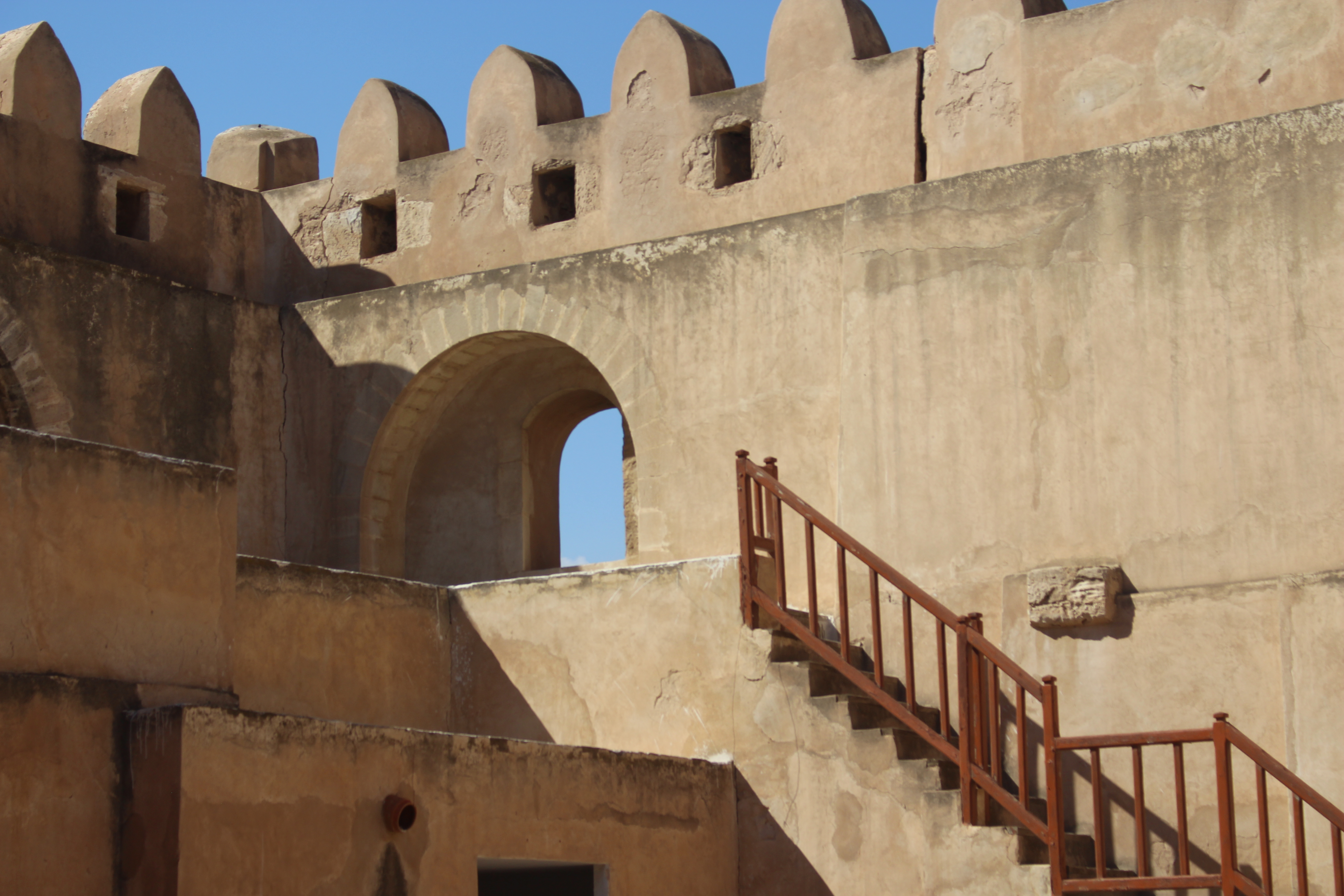
أدراج الطابق الثاني
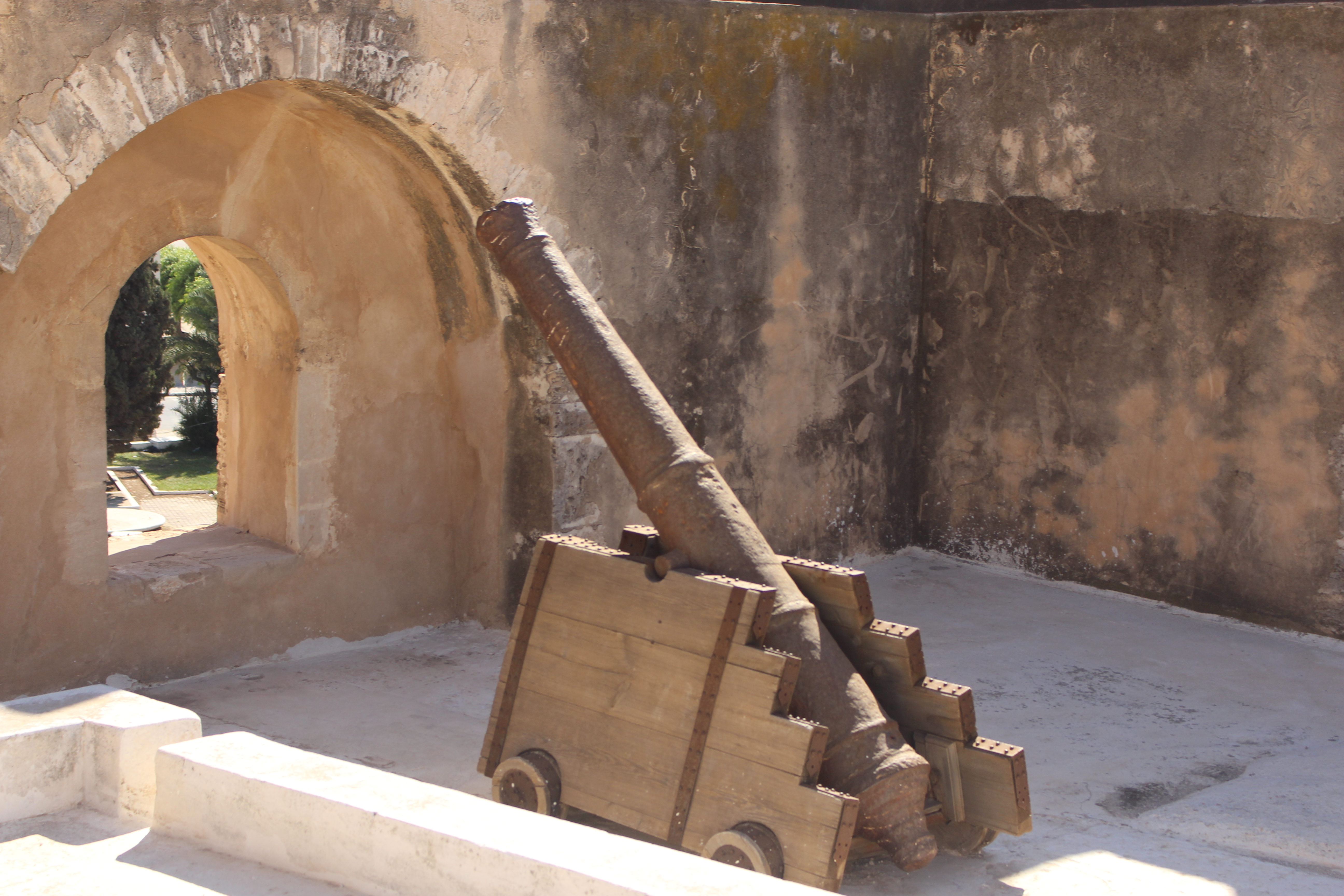
مدفع حربي

## القصبة حديثا

### متحف العمارة التقليدية

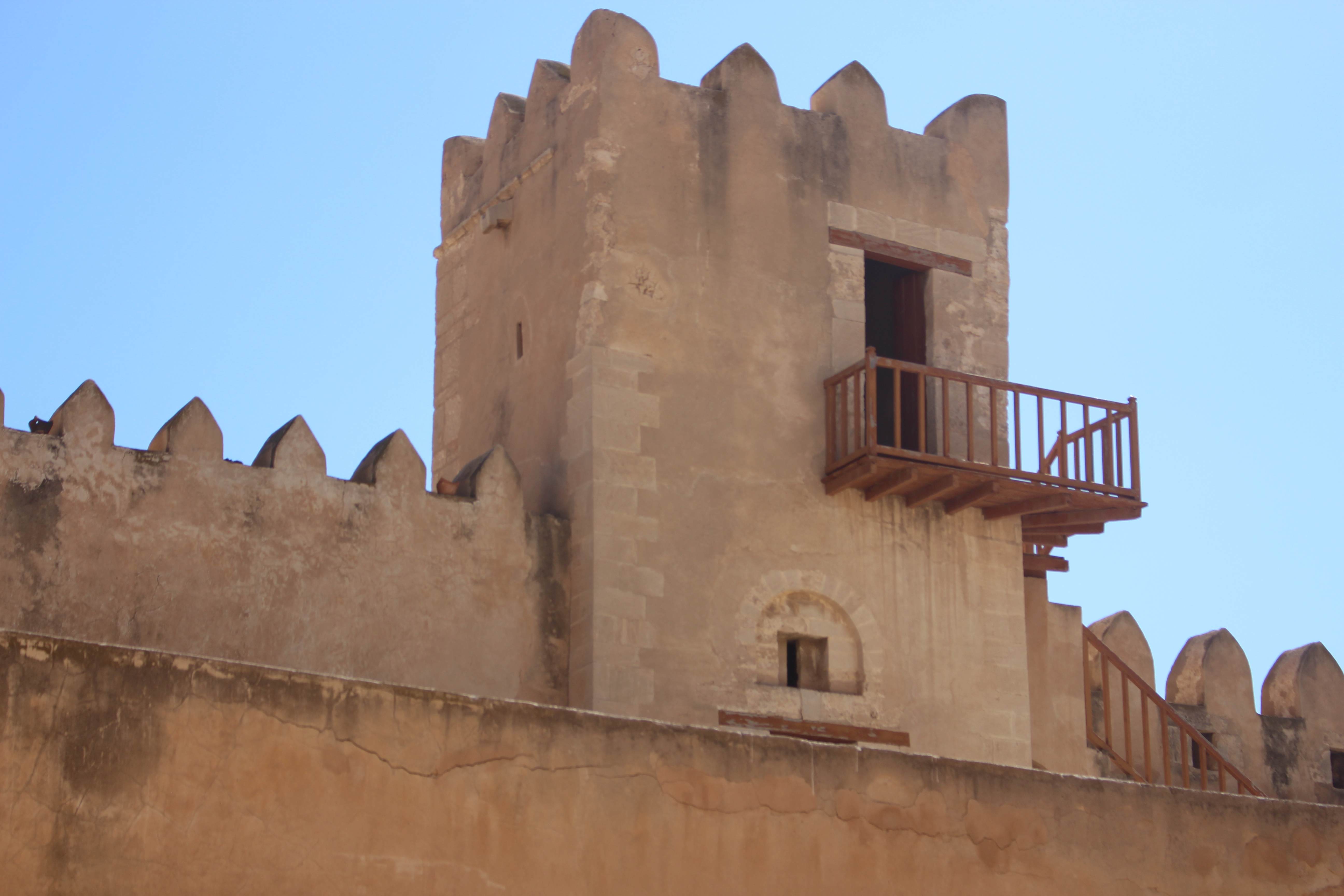
برج مراقبة بالحصن

في ثمانينات القرن العشرين، وبعد أن بقيت القصبة مهملة لفترة تناهز 20 عاما تستعمل فيها كمستودع، قامت إدارة التراث بالبلاد التونسية بتحويل الرباط إلى متحف للعمارة التقليدية الخاصة بجهة صفاقس الّتي تمتاز بخصائص مختلفة عن بقية الجهات. وقد أشرف على هذا المشروع على الزواري. ويشتمل المتحف على عدّة أجزاء تتعلّق بهذا الجانب :
- فناء كبير يربط كلّ مكوّناته
- رواق لمختلف تقنيات البناء وأدواته
- نموذج مقطعي لجزء من السور
- برجان
- الجامع العلوي : وقد أصبح يحتوي معرضا للمنشآت الدّينية في المدينة العتيقة
- الجامع السفلي وصهريج الماء وباب الغدر
- معرض للأبراج التقليدية المنتشرة بضواحي المدينة العتيقة
- معرض للمنشآت العمومية في المدينة العتيقة
- معرض للأقفال والمفاتيح والحروجات الحديدية
- مشرب

### رواق الفنون محمد الفندري
هو رواق للفنون التشكيلية أنشئ مكان السجن التاريخي للقصبة.

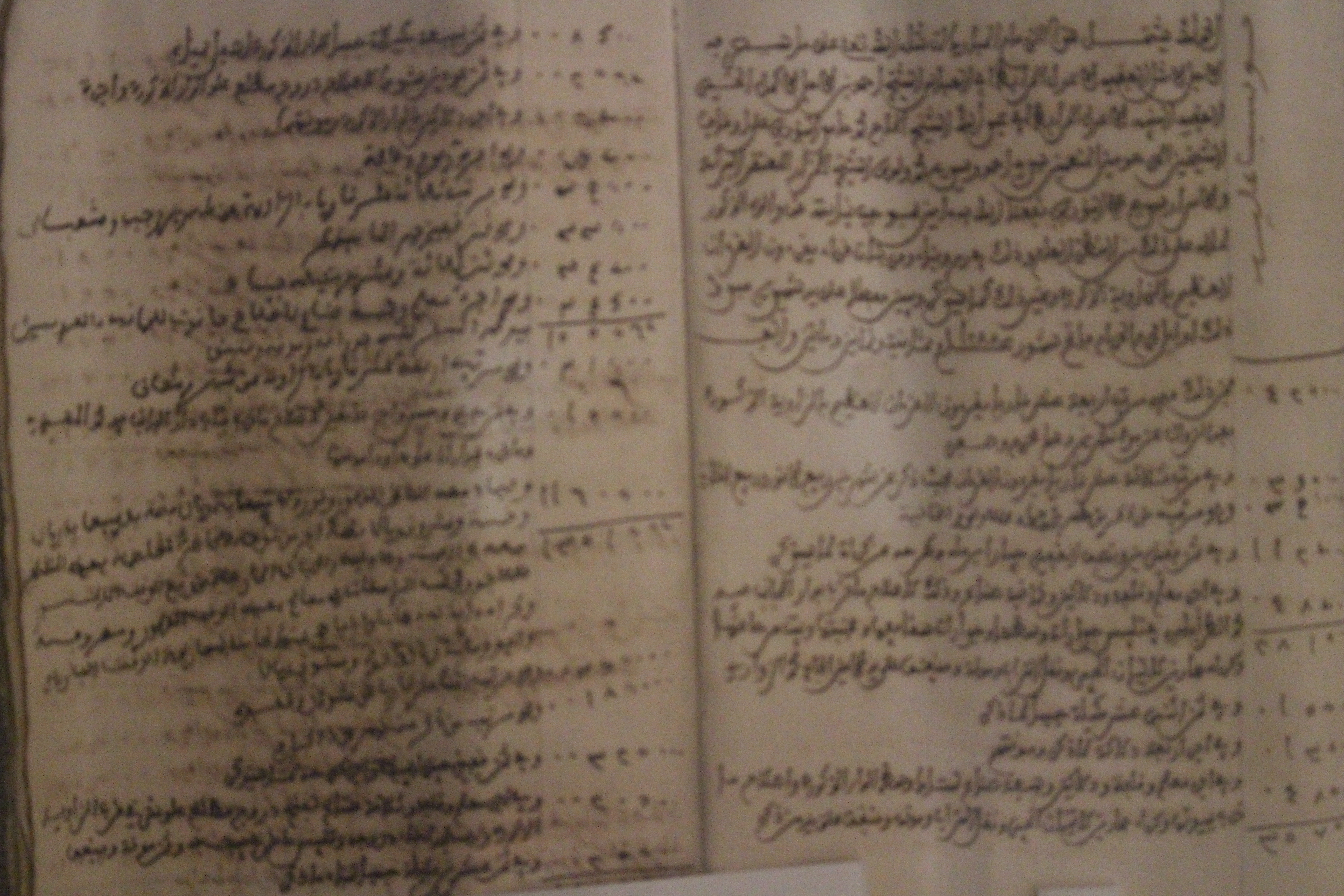
مخطوطة وقف جامع بالمدينة
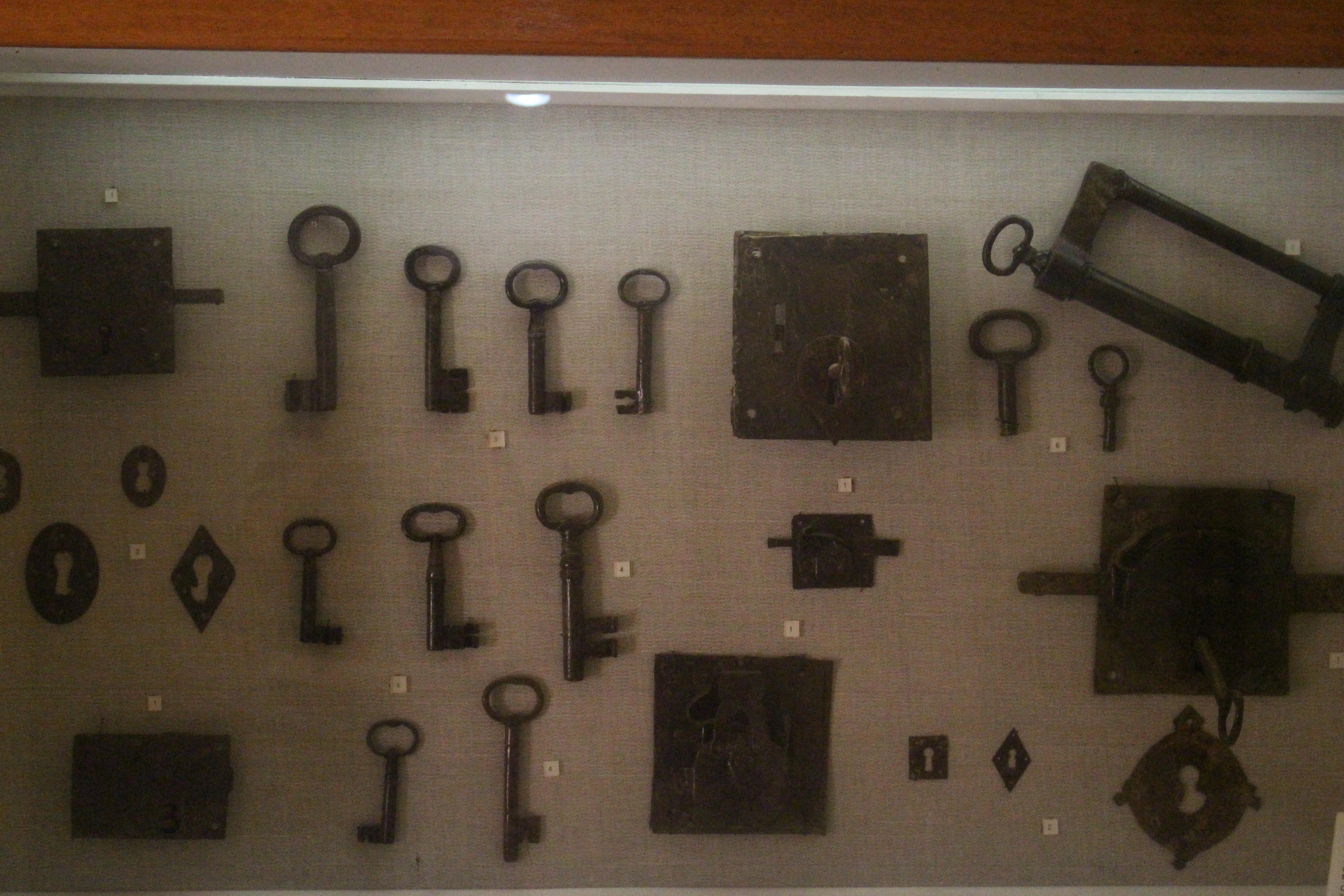
مفاتيح تقليدية
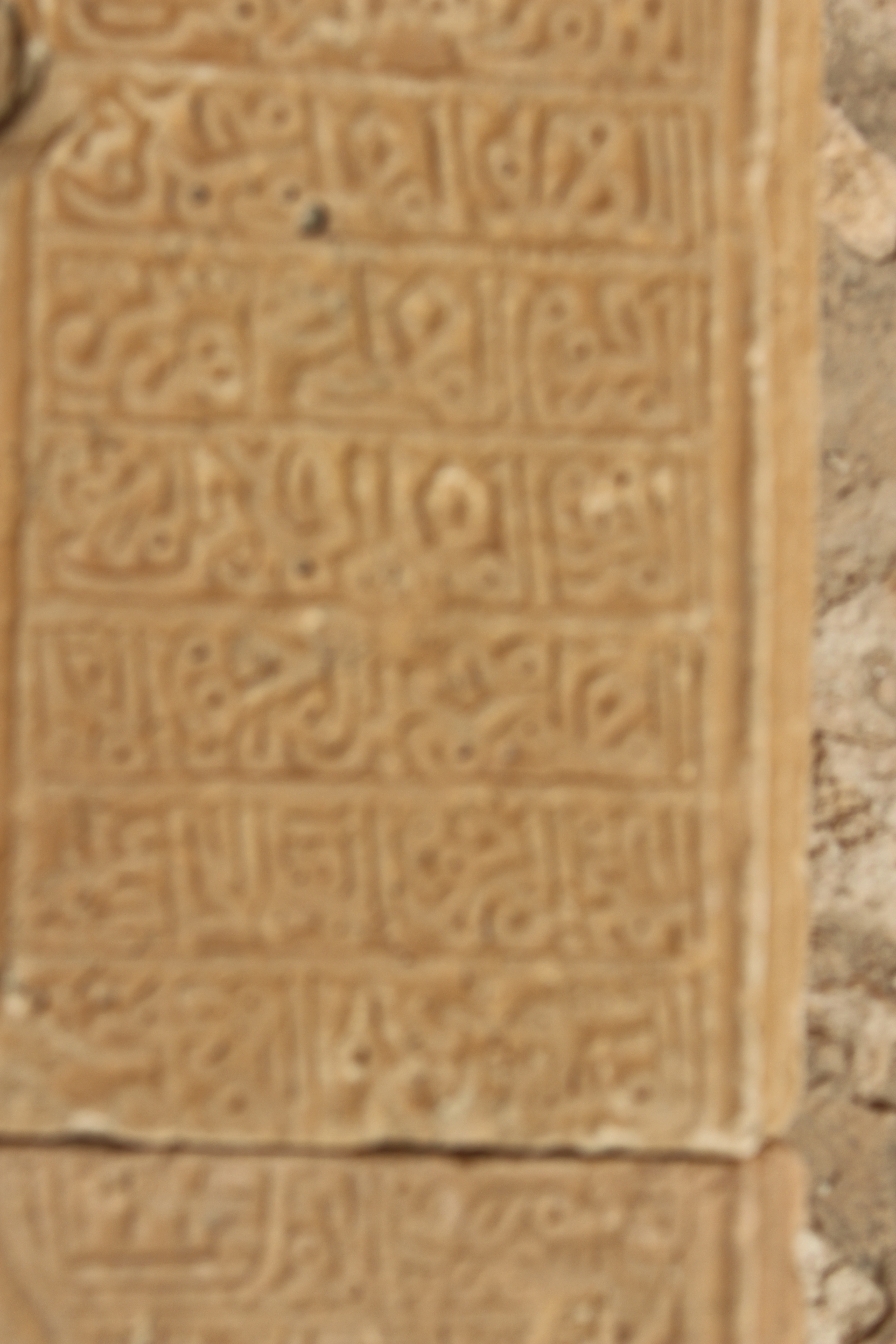
منقوشة
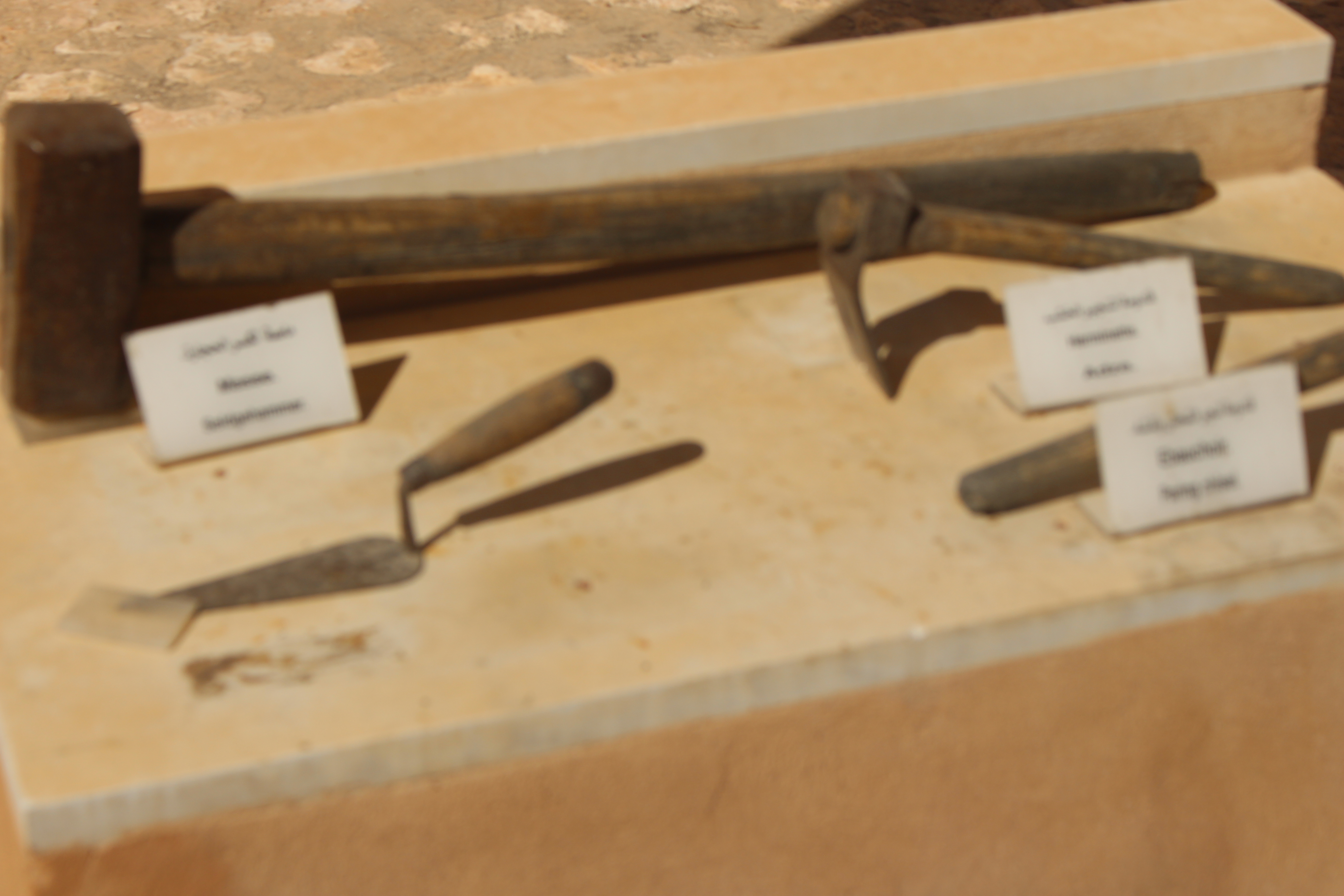
أدوات بناء أصلية معروضة